# فراماده غیر خطی
فراماده غیرخطی یک ماده مصنوعی است که می‌تواند ویژگی‌هایی از خود نشان دهد که در طبیعت یافت نمی‌شود. واکنش آن به تابش الکترومغناطیسی را می‌توان با گذردهی و تراوایی مغناطیسی مواد مشخص کرد. حاصل ضرب گذردهی و تراوایی منجر به ضریب شکست می‌شود. برخلاف مواد طبیعی، مواد غیرخطی می‌توانند ضریب شکست منفی داشته باشند. همچنین می‌توانند واکنش غیرخطی بارزتری نسبت به مواد طبیعی ایجاد کنند.
فرامواد غیرخطی دارای یک محیط انتقال متناوب و غیرخطی هستند. در واقع موادی با شاخصه منفی هستند که دارای سامانه غیر خطی قابل دسترس می‌باشند به خاطر اینکه میدان الکتریکی اجزا میکروسکوپی می‌تواند بزرگتر از میدان الکتریکی ماکروسکوپی چشمه تابش الکترومغناطیسی (EM) باشد. سپس این به یک ابزار مفید تبدیل شده تا امکان افزایش رفتار غیرخطی ماده را فراهم کند. هر چند، یک واکنش غیرخطی غالب را می‌توان از وابستگی نوع پسماند تراوایی مغناطیسی ماده به مؤلفه مغناطیسی موج الکترومغناطیسی برخوردی (نور) که در ماده منتشر می‌شود، به دست آورد. علاوه بر این، وابستگی نوع پسماند تراوایی مغناطیسی به شدت میدان، اجازه می‌دهد تا مواد را از دست چپی به دست راستی و عقب تغییر دهد.
رسانه غیرخطی برای نورشناسی غیرخطی ضروری هستند. اگر چه، اکثر مواد با خاصیت نوری در شدت میدان الکترومغناطیسی، به مقدار کمی تغییر می‌کند. فرامواد غیرخطی توانایی غلبه بر این محدودیت را دارند، زیرا میدان‌های داخلی ساختارهای تشدید می‌توانند بسیار بزرگتر از مقدار میدان متوسط باشند از این نظر مواد شبیه سایر رسانه‌های کامپوزیتی عمل می‌کنند، به عنوان مثال کامپوزیت‌های تصادفی فلز دی‌الکتریک، از جمله خوشه‌های فراکتل و فیلم‌های فلزی نیمه پیوسته/نفوذ، که در آن نواحی با میدان‌های نور محلی تقویت‌شده «نقاط گرم» واکنش‌های نوری خطی و غیرخطی غول‌پیکری را تولید می‌کنند.
:گاهی اوقات به عنوان «نقاط داغ» شالوو نامیده می‌شود

## بررسی فرامواد
فرامواد تجسم موادی هستند که برای اولین بار توسط ویکتور ولاسگو، نظریه‌پرداز روسی در سال ۱۹۶۷ ارائه شد.
فرامواد غیر خطی، گونه ای از فرامواد، به منظور منظور دستکاری پرتوهای الکترومغناطیسی به روش‌های جدید در حال توسعه هستند. ویژگی‌های نوری و الکترومغناطیسی مواد طبیعی اغلب از طریق شیمی تغییر یافته‌است. با فرامواد، خواص نوری و الکترومغناطیسی را از طریق هندسه سلول‌های واحد آن می‌توان مهندسی کرد. سلول‌های واحد، موادی هستند که در آرایش‌های هندسی با ابعادی که بخشی از طول موج تابش الکترومغناطیسی ساطع شده‌است مرتب شده‌اند.
با دارا بودن آزادی تغییر جلوه‌ها با تنظیم ترتیب و اندازه سلول‌های واحد، می‌توان به کنترل گذردهی و تراوایی مغناطیسی دست یافت. این دو پارامتر (کمیت) انتشار امواج الکترومغناطیسی در ماده را مشخص می‌کنند. از این رو، اثرات الکترومغناطیسی و نوری قابل تمدید است.
ویژگی‌های نوری را می‌توان فراتر از قابلیت‌های لنزها، آینه‌ها و سایر مواد معمولی بسط داد. یکی از اثراتی که بیشتر مورد مطالعه قرار گرفت، شاخص منفی شکست است که برای اولین بار توسط ویکتور وزلاگو در سال ۱۹۶۷ پیشنهاد شد.
مواد با شاخص منفی، خواص نوری خود را از مقابل شیشه، هوا و سایر مواد معمولی نشان می‌دهند. در فرکانس‌های درست، مواد با شاخص منفی امواج الکترومغناطیسی را به روش‌های جدید شکست می‌دهند تا به شاخص صفر یا شاخص منفی برسند. همچنین، انرژی می‌تواند در خلاف جهت پخش شود که می‌تواند منجر به مکانیسم‌های جبران، در میان سایر احتمالات شود.

### برهم کنش‌ها
موادی که نور یا سایر امواج الکترومغناطیسی را پخش می‌کنند یک فرایند کلی فیزیکی ایجاد می‌کنند که در آن فرکانس‌های مختلف نور دچار به انحراف از یک مسیر مستقیم می‌شوند. به خاطر اینکه، از لحاظ فیزیکی، مواد غیر یکنواخت هستند و در یک یا چند مکان قرار دارند.
گذشته از این، در فیزیک اتمی، مولکولی و نوری مسیر عبور نور از یک ماده را پیش‌بینی می‌کنند. هنگامی که نور از مسیر پیش‌بینی شده (بازتاب شده) خود منحرف شود، پراکندگی رخ می‌دهد. تشدید کننده‌های حلقه شکافی که فرامواد را تشکیل می‌دهند به گونه ای طراحی می‌شوند که نور را در تشدید، پراکنده کنند. بعلاوه، این عناصر پراکنده تشدید کننده به قصد در اندازه یکنواخت در سراسر مواد طراحی می‌شوند. این اندازه یکنواخت بسیار کوچکتر از فرکانس طول موج نور منتشر شده در ماده است.
از آنجایی که عناصر تکرار شونده، پراکنده و تشدید کننده، که مواد مهندسی را تشکیل می‌دهند، بسیار کوچکتر از فرکانس نشر نور هستند، اکنون می‌توان فرامواد را بر حسب مقادیر ماکروسکوپی نیز توصیف کرد. این توصیف به سادگی روش دیگری برای مشاهده فراموادها است و اینها گذردهی الکتریکی، ε و تراوایی مغناطیسی، μ هستند.
از این رو، با طراحی هندسه یک واحد از شکل ماده که سلول نامیده می‌شود، به عنوان یک کامپوزیت مناسب، به ماده ای با ویژگی‌های ماکروسکوپی تبدیل می‌شود که در طبیعت وجود ندارد.
علت توجه خاص به فرامواد غیرخطی، خاصیت ماکروسکوپی مصنوعی القا شده به عنوان ضریب شکست منفی شناخته می‌شود. این اثر توسط فراموادهایی با شاخص منفی به وجود آمده‌است که برای استفاده به عنوان فرامواد غیرخطی به کار گرفته شوند. In NIMs فراموادهای با شاخص منفی، پدیده‌های غیرخطی مانند تولید هارمونیک ثانویه و تقویت پارامتریک می‌توانند دارای ویژگی‌های بسیار غیرعادی باشند. به عنوان مثال، این که بردار موج و بردار پویتینگ یک موج منتشر شده در یک فرامواد با شاخص منفی در خلاف جهت یکدیگر قرار دارند که شرایط تطبیق فاز برای امواج برهم کنش تغییر می‌دهد که موجب انتشار امواج رو به عقب و همچنین تغییر قابل ملاحظه ای در روابط رو-مانلی و توزیع شدت میدان‌های متقابل در فضا می‌شود.

## خواص غیر خطی فرامواد دست چپی
مطالعات پیشین در مورد فرامواد دست چپی یا شاخص منفی بر روی خواص خطی محیط در طول نشر موج مورد توجه بود. در چنین مواردی، دیدگاه این بود که تراوایی مغناطیسی و گذردهی مواد، هر یک به شدت میدان الکترومغناطیسی وابسته نیستند. با این حال، ایجاد ساختارهای قابل تنظیم نیاز به دانش خواص غیر خطی دارد که در آن شدت میدان الکترومغناطیسی گذردهی یا تراوایی یا هر دو را تغییر دهد، که به نوبه خود بر دامنه طیف ضریب انتقال یا توقف طیف‌های ضریب بازتاب تأثیر گذار است؛ بنابراین، تراوایی تأثیر گذار، به شدت میدان مغناطیسی ماکروسکوپی بستگی دارد. از آنجایی که شدت میدان متغیر است، بین مقادیر مثبت و منفی آن ممکن است تغییر رخ دهد. در نتیجه، ماده از دست چپی به دست راستی یا برعکس می‌تواند تغییر کند.
یک ساختار کامپوزیت متشکل از یک شبکه مربعی از آرایش‌های تناوبی سیم‌های رسانا و تشدید کننده‌های حلقه شکاف، یک واکنش مغناطیسی قوی شده ایجاد می‌کند. بدون واکنش مغناطیسی درست، امکان تولید یک ماده چپ دست وجود ندارد.

### تشدید کننده‌های حلقه تقسیم با قابلیت تنظیم برای فرامواد غیر خطی با شاخص منفی
دیودهای خازنی متغیر در سلول حلقه تقسیم می‌شوند و یک سیستم دینامیک با قابلیت تنظیم تولید می‌کنند.

### ضریب شکست با قابلیت تنظیم مجدد (فروسرخ)
منبع تابش طول موج‌های فروسرخ در سیستم یک فراماده در نزدیکی آن ماده اعمال می‌شود. ضریب شکست را می‌توان به گونه ای تنظیم کرد که مقادیر صفر، منفی یا مثبت را نشان دهد.

### فراماده غیر خطی قابل تنظیم در مایکرویو SRR
ساخت و مطالعات تجربی ویژگی‌های اولین فراماده غیرخطی قابل تنظیم در فرکانس‌های مایکروویو انجام شد. چنین فراماده ای با اصلاح ویژگی‌های SRRها و معرفی دیودهای وارآکتور در هر عنصر SRR، ساختار کامپوزیتی ساخته شد به طوری که کل ساختار با تغییر دامنه امواج الکترومغناطیسی در حال انتشار به صورت دینامیکی قابل تنظیم است. به‌طور خاص، انتقال توان فرامواد دست چپی و مغناطیسی در توان‌های بالاتر به خوبی همچون تولید هارمونیک‌های خاص شرح داده شده بستگی دارد، که قبلاً به صورت نظری پیشنهاد شد.

#### فرامواد غیرخطی مغناطیسی مایکروویو SRR
ساخت و مطالعات تجربی خواص فراماده مغناطیسی قابل تنظیم خطی در فرکانس‌های مایکروویو انجام می‌شود. دیودهای وارآکتور به‌طور متقارن معرفی شده‌اند که منجر به تنظیم دینامیک برای ساختار کل شوند. از آنجایی که برهم کنش مولفه مغناطیسی، کاربرد را تعیین می‌کند، وابستگی به توان قابل رویت می‌باشد. افزایش یا سرکوب انتقال وابسته غیرخطی به صورت دینامیکی قابل تنظیم شدن است.

#### فرامواد الکتریکی غیر خطی مایکرویو SRR
جدیدی از فرامواد غیرخطی پیشنهاد و طراحی شد که واکنش الکتریکی تشدید را در فرکانس‌های مایکروویو قابل رویت است. با معرفی یک دیود وارآکتور به عنوان یک عنصر غیر خطی در هر تشدید کننده، فرکانس باند توقف در حالت الکتریکی با تغییر توان فرودی بدون تأثیر گذاشتن بر واکنش مغناطیسی جابجا می‌شود. این عناصر را می‌توان با فرامواد مغناطیسی غیرخطی که قبلاً توسعه داده شده بود ترکیب کرد تا رسانه‌های شاخص منفی با کنترل غیرخطی‌های الکتریکی و مغناطیسی ایجاد کنند.
تشدید کننده‌های غیرخطی نیز به روشی مشابه طراحی می‌شوند. یک واکنش الکتریکی قوی غیرخطی به دست می‌آید.

### حد پراش فرعی برای لنزهای فراماده غیر خطی
با پوشاندن یک لنز غیرخطی نازک تخت روی چشمه‌ها، مشاهده حد پراش فرعی را می‌توان با اندازه‌گیری توزیع میدان نزدیک یا تابش میدان دور در چشمه‌های فرکانس‌های هارمونیک و محاسبه IFT برای تصویربرداری زیر طول موج بدست آورد. هر چه تصویربرداری با طول موج از هارمونیک‌های بالاتر استفاده شود، با وضوح بالاتری قابل رویت است.

### فراماده الکتریکی غیر خطی
یک نوع جدیدی از فراماده غیرخطی طراحی شده که بیشتر با واکنش الکتریکی منفی تجزیه و تحلیل می‌شود. وارد کردن غیر خطی به واکنش الکتریکی، آن را قابل تنظیم می‌کند در حالی که واکنش مغناطیسی را بدون تغییر باقی می‌گذارد. وجود یک فراموادغیرخطی با شاخص منفی، حاوی عناصر الکتریکی و مغناطیسی قابل تنظیم که می‌تواند به‌طور مستقل واکنش دهد امکان‌پذیر است.

### محفاظت میدان EM توسط فرامواد غیر خطی
به خوبی می‌دانیم که وقتی فرکانس‌ها از حد معمول بالاتر رود، فلزات معمول می‌توانند میدان‌های الکترومغناطیسی (EM) را منعکس کنند و بنابراین می‌توانند به عنوان مواد محافظ الکترومغناطیسی مورد استفاده قرار گیرند. با این حال، LHMهای خطی معمولی را نمی‌توان برای محافظت از میدان‌های الکترومغناطیسی استفاده کرد. هنگامی که غیرخطی بودن یک واکنش مغناطیسی در نظر گرفته شد، این به شدت اصلاح می‌شود و همراه با یک بازتاب پارامتریک، یک اثر محافظ قابل کنترل در LHMها ایجاد می‌شود.

## فراماده متا دیمر
یک متا دیمر از دو SRR جدا از هم تشکیل شده که در هر سلول واحد دو SRR همسان هستند. در مجاورت SRRها منجر به جفت شدن نسبتاً قوی بین آنها در دیمر می‌شود. یک فراماده شامل تعداد بسیار زیادی از متادیمرها است که می‌تواند به عنوان یک محیط فعال با قابلیت تنظیم در طول موج‌های نوری مورد استفاده قرار گیرد. اگر یک یا هر دو SRRها در متا دیمر غیرخطی باشند، خود فراماده ویژگی غیرخطی پیدا می‌کند. این می‌تواند رفتار غیرخطی، مانند قابلیت تنظیم زمان واقعی را امکان‌پذیر کند. مواد استریومتا نیز نوعی متا دایمر محسوب می‌شوند.